# 8747 Асагі
8747 Асагі (8747 Asahi) — астероїд головного поясу, відкритий 24 березня 1998 року.
Тіссеранів параметр щодо Юпітера — 3,186.